# Котельницький район
Коте́льницький район (рос. Котельничский район) — район у складі Кіровської області Російської Федерації. Адміністративний центр — місто Котельнич, яке, однак, не входить до складу району.

## Історія
Район був утворений 1929 року у складі Котельницького округу Нижньогородського краю. 1934 року район увійшов до складу Кіровського краю, 1936 року увійшов до складу Кіровської області. У період 1932—1965 років територія району неодноразово змінювалась за рахунок то приєднання, то відокремлення Арбазького, Даровського, Макар'євського та Свічинського районів.
7 грудня 2004 року, в рамках муніципальної реформи, у складі району були утворені 22 сільських поселення. 2007 року Курінське сільське поселення було приєднане до Макар'євського сільського поселення, 2011 року — Шалеєвське сільське поселення було приєднане до Юбілейного сільського поселення.

## Населення
Населення району складає 13485 осіб (2017; 13827 у 2016, 14314 у 2015, 14584 у 2014, 15038 у 2013, 15289 у 2012, 15700 у 2011, 15799 у 2010, 18916 у 2009, 20507 у 2002, 27969 у 1989, 29813 у 1979, 34910 у 1970).

## Адміністративний поділ
Станом на 2011 рік район адміністративно поділявся на 20 сільських поселень. Станом на 2010 рік до його складу району входило 251 населений пункт, з яких 79 не мали постійного населення, але ще не були зняті з обліку:
| Поселення                          | Площа, км² | Населення, осіб (2002) | Населення, осіб (2010) | Населення, осіб (2017) | Центр                  | Населені пункти |
| ---------------------------------- | ---------- | ---------------------- | ---------------------- | ---------------------- | ---------------------- | --------------- |
| Александровське сільське поселення | 76,90      | 502                    | 374                    | 317                    | село Александровське   | 12              |
| Біртяєвське сільське поселення     | 161,40     | 3096                   | 2905                   | 2801                   | селище Ленінська Іскра | 37              |
| Вишкільське сільське поселення     | 157,90     | 494                    | 370                    | 296                    | село Вишкіль           | 13              |
| Єжихинське сільське поселення      | 398,90     | 1041                   | 612                    | 454                    | селище Єжиха           | 5               |
| Зайцевське сільське поселення      | 55,70      | 747                    | 626                    | 574                    | присілок Зайцеви       | 7               |
| Карпушинське сільське поселення    | 261,50     | 1022                   | 682                    | 582                    | селище Карпушино       | 13              |
| Комсомольське сільське поселення   | 336,20     | 1362                   | 980                    | 813                    | селище Комсомольський  | 10              |
| Котельницьке сільське поселення    | 43,54      | 1334                   | 1174                   | 1087                   | присілок Караул        | 14              |
| Красногорське сільське поселення   | 65,50      | 536                    | 364                    | 286                    | село Красногор'є       | 11              |
| Макар'євське сільське поселення    | 416,60     | 1869                   | 1284                   | 1039                   | село Макар'є           | 15              |
| Молотніковське сільське поселення  | 81,00      | 599                    | 443                    | 363                    | село Молотніково       | 11              |
| Морозовське сільське поселення     | 211,60     | 1172                   | 816                    | 671                    | село Боровка           | 11              |
| Покровське сільське поселення      | 551,47     | 968                    | 743                    | 685                    | село Покровське        | 33              |
| Родичівське сільське поселення     | 57,30      | 350                    | 294                    | 245                    | присілок Родичі        | 6               |
| Світлівське сільське поселення     | 69,33      | 1452                   | 1151                   | 918                    | селище Світлий         | 2               |
| Спаське сільське поселення         | 222,10     | 645                    | 364                    | 283                    | село Спаське           | 7               |
| Срітенське сільське поселення      | 245,50     | 462                    | 254                    | 156                    | село Срітеньє          | 7               |
| Чистопольське сільське поселення   | 224,48     | 435                    | 298                    | 213                    | село Чистопольє        | 5               |
| Юбілейне сільське поселення        | 220,86     | 1510                   | 1387                   | 1101                   | селище Юбілейний       | 13              |
| Юр'євське сільське поселення       | 121,00     | 911                    | 678                    | 601                    | село Юр'єво            | 19              |

## Найбільші населені пункти
| №  | Населений пункт | Населення, осіб (2002) | Населення, осіб (2010) |
| -- | --------------- | ---------------------- | ---------------------- |
| 1  | Ленінська Іскра | 2269                   | 2057                   |
| 2  | Світлий         | 1431                   | 1129                   |
| 3  | Юбілейний       | 1161                   | 1101                   |
| 4  | Макар'є         | 1216                   | 1033                   |
| 5  | Комсомольський  | 1070                   | 803                    |
| 6  | Караул          | 721                    | 635                    |
| 7  | Юр'єво          | 732                    | 601                    |
| 8  | Боровка         | 735                    | 565                    |
| 9  | Покровське      | 588                    | 511                    |
| 10 | Єжиха           | 792                    | 508                    |